# Tipula femorata
Tipula femorata är en tvåvingeart som först beskrevs av Carl Peter Thunberg 1789.  Tipula femorata ingår i släktet Tipula, ordningen tvåvingar, klassen egentliga insekter, fylumet leddjur och riket djur. Inga underarter finns listade i Catalogue of Life.